# Rogas ornatus
Rogas ornatus är en stekelart som först beskrevs av Cresson 1869.  Rogas ornatus ingår i släktet Rogas och familjen bracksteklar. Inga underarter finns listade i Catalogue of Life.